# اچ‌دی ۶
اچ‌دی ۶ یک ستاره است که در صورت فلکی ماهی قرار دارد.